# Annual Review of Chemical and Biomolecular Engineering
Annual Review of Chemical and Biomolecular Engineering, abgekürzt Annu. Rev. Chem. Biomol. Eng.,  ist eine wissenschaftliche Fachzeitschrift, die vom Annual-Reviews-Verlag veröffentlicht wird. Die erste Ausgabe erschien im Jahr 2010. Derzeit erscheint die Zeitschrift mit einer Ausgabe im Jahr. Es werden Übersichtsartikel veröffentlicht, die sich mit der Anwendung von chemischen und biologischen Fragestellungen in den Ingenieurwissenschaften beschäftigen.
Der Impact Factor lag im Jahr 2014 bei 8,676. Nach der Statistik des ISI Web of Knowledge wird das Journal mit diesem Impact Factor in der Kategorie angewandte Chemie an erster Stelle von 70 Zeitschriften und in der Kategorie chemische Ingenieurwissenschaft an dritter Stelle von 134 Zeitschriften geführt.